# Castillo de Villanueva de Jalón
El castillo de Villanueva de Jalón era una fortaleza ubicada en el despoblado de Villanueva de Jalón, en el municipio español de Chodes, en la provincia de Zaragoza. En la actualidad todo el pueblo de Villanueva de Jalón está protegida como Lugar de Interés Etnográfico. 

## Historia
El castillo se encuentra en un risco, en lo más alto del lugar de Villanueva de Jalón, habiendo sido reconquistado en 1119 por Alfonso I el Batallador al igual que los cercanos castillo de Chodes y Morata de Jalón. El lugar pasó por distintos tenentes entre los que se encontraban los condes de Luna, hasta 1430, fecha en la que el condado pasó a la corona, pasando posteriormente por las manos de distintos señores.

## Descripción
De este castillo de origen califal, tan solo se conservan los restos de una torre de planta cuadrada de unos tres metros de lado construida en mampostería unida por argamasa y algún resto de lienzo de la muralla. En su momento y dada la altitud a la que se encuentra, debió de servir como atalaya de vigilancia en el valle del río Jalón.

## Catalogación
El Castillo de Villanueva de Jalón está incluido dentro de la relación de castillos considerados Bienes de Interés Cultural en virtud de lo dispuesto en la disposición adicional segunda de la Ley 3/1999, de 10 de marzo, del Patrimonio Cultural Aragonés. Este listado fue publicado en el Boletín Oficial de Aragón del día 22 de mayo de 2006.